# Benito Kemble
Benito Kemble (Nieuw-Nickerie, 27 augustus 1968) is een voormalig Surinaams voetballer en tegenwoordig jeugdcoach.
Kemble speelde in Suriname in de jeugd voor hij naar Nederland kwam. Hij debuteerde bij HFC Haarlem en werd erg succesvol in Schotland. Na een avontuur in de Verenigde Staten speelde hij bij de amateurtak van FC Omniworld waar hij tevens assistent trainer was. Daarna was Kemble spelersmakelaar. Tegenwoordig is hij jeugdtrainer in Texas bij Houston Dynamo in Houston.

## Profstatistieken
| Seizoen | Club             | Land      | Competitie              | Duels | Goals |
| ------- | ---------------- | --------- | ----------------------- | ----- | ----- |
| 1991/92 | HFC Haarlem      | Nederland | Eerste divisie          | 18    | 1     |
| 1992/93 | HFC Haarlem      | Nederland | Eerste divisie          | 11    | 2     |
| 1995/96 | HFC Haarlem      | Nederland | Eredivisie              | 33    | 2     |
| 1996/97 | N.E.C.           | Nederland | Eredivisie              | 14    | 0     |
| 1997/98 | → VVV            | Nederland | Eerste divisie          | 32    | 1     |
| 1998/99 | N.E.C.           | Nederland | Eredivisie              | 3     | 0     |
| 1998/99 | → FC Eindhoven   | Nederland | Eerste divisie          | 19    | 1     |
| 1999/00 | Motherwell FC    | Schotland | Scottish Premier League | 25    | 1     |
| 2000/01 | Motherwell FC    | Schotland | Scottish Premier League | 23    | 0     |
| 2001/02 | St. Johnstone FC | Schotland | Scottish Premier League | 14    | 0     |
| Totaal  | Totaal           | Totaal    | Totaal                  | 192   | 8     |